# Montée Saint-Sébastien
La montée Saint-Sébastien est une voie publique à très fort dénivelé du quartier des pentes de la Croix-Rousse, dans le 1er arrondissement de Lyon, en France.

## Description
La montée Saint-Sébastien est une voie publique, en pente forte, qui démarre place Croix-Paquet, au niveau de la rue René-Leynaud, et se termine au niveau du Gros Caillou, boulevard de la Croix-Rousse, sur le plateau.

## Origine du nom
D'après Maurice Vanario, le nom de Saint-Sébastien « provient d'une ancienne "recluserie" (ou ermitage) établie au sommet de la côte au XIe siècle ».

## Historique
C'est historiquement l'axe principal des pentes de la Croix-Rousse (autrefois pente Saint-Sébastien). Cette voie permettait d'accéder au village de La Croix-Rousse et au-delà à Genève, via une porte percée dans le rempart de la Croix-Rousse.

## Lieux remarquables
- La fontaine adossée au mur de l'ancien hôpital militaire Villemanzy fait l’objet d’une inscription au titre des monuments historiques depuis le 9 octobre 1954[2].

- L'église Saint-Bernard, construite de 1857 à 1866 par l'architecte Tony Desjardins (également architecte de l'église Saint-Pierre de Vaise).

- La traboule de la Cour des Voraces a l'une de ses entrées au 14bis.